# 辣根过氧化物酶
辣根过氧化物酶（英語：horseradish peroxidase，简称为HRP）存在于辣根中，在生物化学领域有着广泛地应用，主要是因为它具有将微弱信号放大及增强靶标分子可检测度的能力。

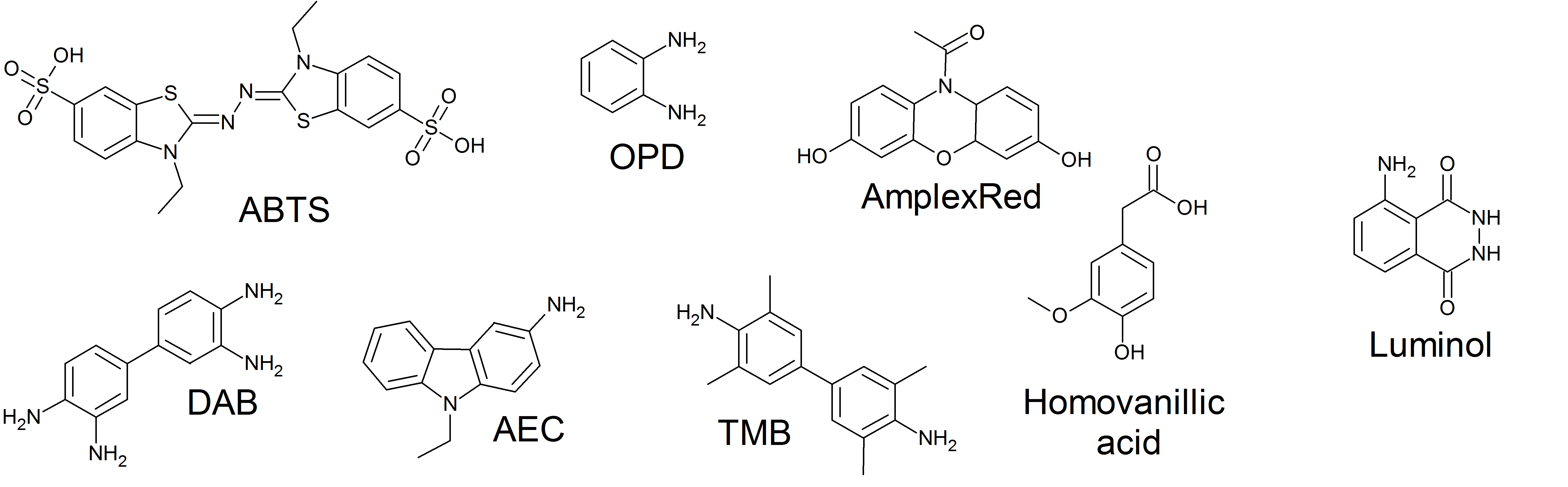
辣根过氧化物酶的常见受質，其中鲁米诺是受HRP催化反应后发生化学发光，其余为發色團显色